# Goce Dełczew (miasto)
Goce Dełczew (bułg. Гоце Делчев) – miasto w Bułgarii, w obwodzie Błagojewgrad; 20 tys. mieszkańców (2006). W mieście znajduje się szpital chirurgii endokrynologicznej.
Miasteczko w Rodopach. Słynie z wyrobów dzwonków dla trzody pasącej się w górach Pirin i Rodopach. Pierwsze wzmianki szacowane na okres VIII i IX w. Komunikacja autobusowa. Sąsiaduje z wioskami: Kowaczewica, Dolen, Borino, Popski Presłop.